# Echinocereus triglochidiatus
Echinocereus triglochidiatus (Engelmann, 1848) es una especie del género Echinocereus en la familia Cactaceae oriunda del sudoeste de Estados Unidos en Arizona y Nuevo México y en  la frontera de México en Chihuahua y Sonora.

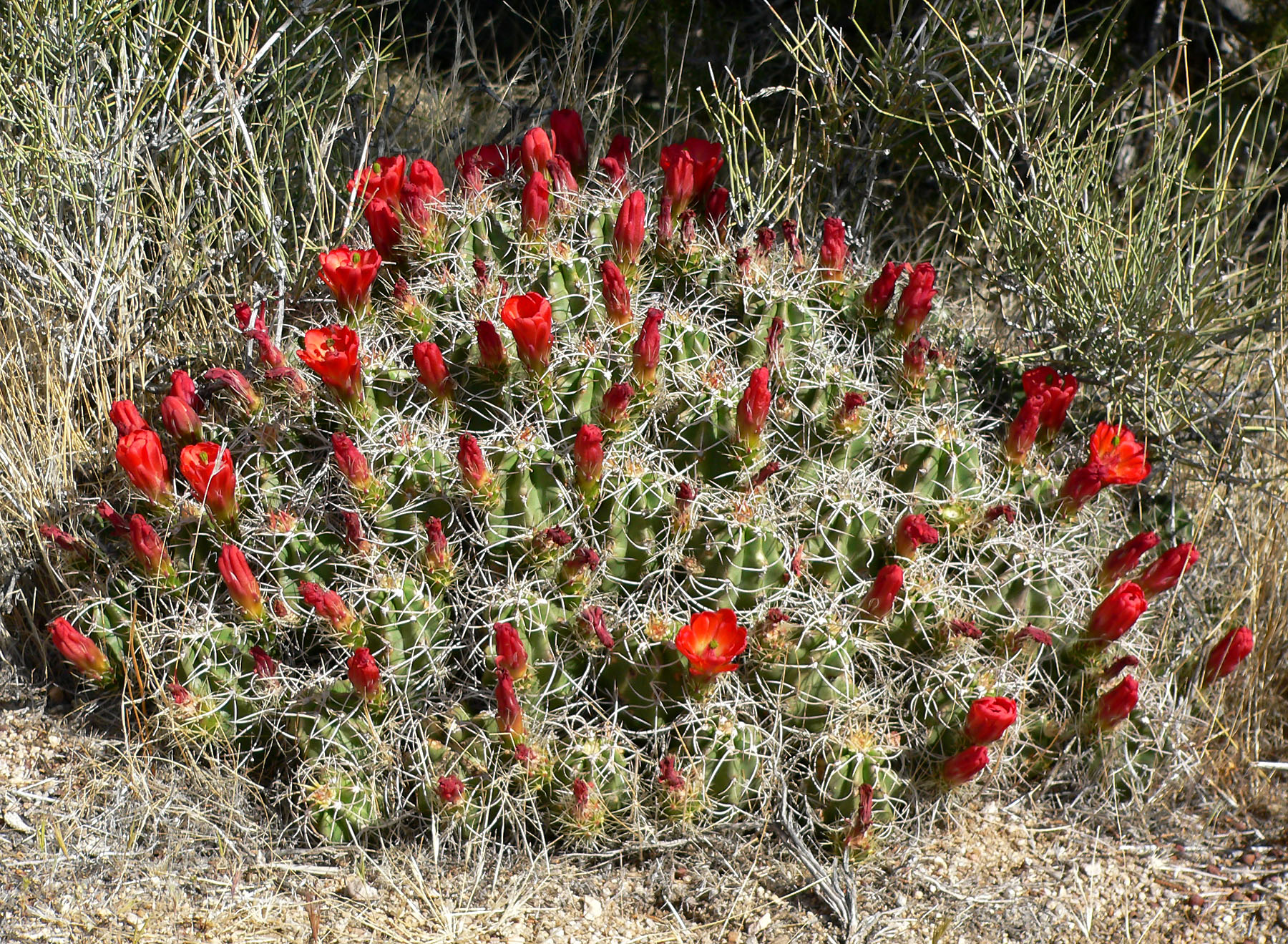
En su hábitat

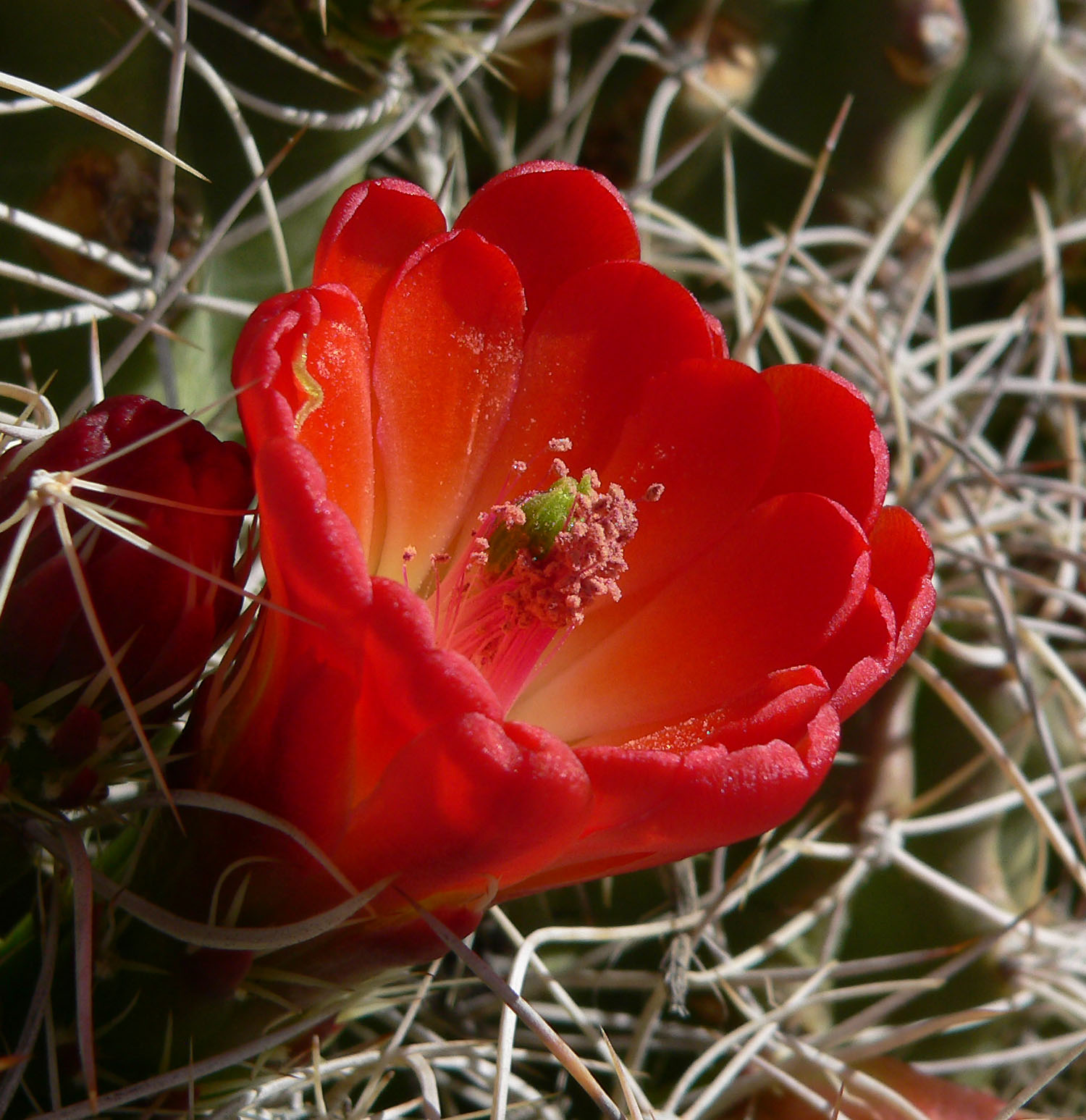
Detalle de la flor

## Descripción
Planta que siempre emite vástagos formando islas de cientos de tallos, cilíndricos, verde azulado, de 4 a 45 cm de alto y 5 a 15 cm de diámetro. De 5 a 14 costillas tuberculadas, lisas, afiladas. Entre 1 a 4 espinas centrales, difíciles de distinguir con las radiales, que llegan a 22, amarillo oscuro de 1 a 8 cm de largo y aplanadas. Las flores son llevadas apenas debajo de la punta del tallo, permaneciendo abiertas varios días, anaranjadas y rojo oscuro con bordes blancos de 3 a 10 cm de largo y 3 a 7 cm de diámetro. Frutos globosos rojizos con espinas caducas.

## Cultivo
Por semilla o a través de vástagos basales. 

## Observaciones
Contiene alcaloides. Temperatura media mínima 10 °C. Pleno sol. Riego moderado en verano, mantener seco en invierno.

## Taxonomía
Echinocereus triglochidiatus fue descrita por George Engelmann y publicado en Memoir of a Tour to Northern Mexico: connected with Col. Doniphan's Expedition in 1846 and 1847 93. 1848.
Etimología
Echinocereus: nombre genérico que deriva del griego antiguo: ἐχῖνος (equinos), que significa "erizo", y del latín cereus que significa "vela, cirio", donde se refiere a sus tallos columnares erizados.
triglochidiatus: epíteto que deriva de tri para "tres" y glochis, glochidos para, "flechas" 'y se refiere a las tres espinas principales a menudo existentes en la especie.
Variedades aceptadas
- Echinocereus triglochidiatus var. gonacanthus (Engelm. & J.M.Bigelow) Boissev.
- Echinocereus triglochidiatus var. gurneyi L.D.Benson
- Echinocereus triglochidiatus var. mojavensis (Engelm. & J.M.Bigelow) L.D.Benson
- Echinocereus triglochidiatus var. rosei (Wooton & Standl.) W.T.Marshall[4]

Sinonimia
- Cereus gonacanthus Engelm. & Bigelow
- Cereus hexaedrus Engelm. & Bigelow
- Cereus octacanthus (Mufehleupf.) Coult.
- Cereus roemeri Engelm.
- Cereus triglochidiatus Engelm.
- Echinocereus coccineus var. octacanthus (Muehlenpf.) Boissev.
- Echinocereus gonacanthus Rumpler
- Echinocereus octacanthus (Muehlenpf.) Britton & Rose
- Echinocereus paucispinus var. hexaedrus (Engelm. & J.M.Bigelow) K.Schum.
- Echinocereus paucispinus var. triglochidiatus (Engelm.) K.Schum.
- Echinopsis octacantha Muehlenpf.